# Armes et cycles
Albums de Albert Marcœur
Album à colorier
(1976) Celui où y'a Joseph
(1984)
Armes et cycles est le troisième album d'Albert Marcœur, paru en 1979.

## Titres
Textes, musiques et arrangements sont d'Albert Marcœur.
| 1. | Ici                                  | 2:36 |
| 2. | Emploi du temps                      | 3:25 |
| 3. | La dame qui est assise à côté de moi | 5:21 |
| 4. | Linge sale                           | 2:12 |
| 5. | Histoire d'offrir                    | 3:35 |

| 6.  | Ampoule grillée           | 1:34 |
| 7.  | Réveil                    | 1:24 |
| 8.  | Son sac                   | 6:20 |
| 9.  | Micheline                 | 3:30 |
| 10. | Bonjour Monsieur Monsieur | 4:35 |

## Musiciens
- Albert Marcœur : clarinettes, saxophones, piano, batterie, pipeaux, voix, paroles, musiques, arrangements
- Pierre Vermeire : clarinettes, saxophones, trombone, violoncelle, saxhorns, chœurs
- Denis Brély : saxophones, hautbois, basson, chœurs
- François Ovide : guitares, piano, chœurs
- Jacques Garret : guitare, basse, chœurs
- Claude Marcœur : batterie, percussions, chœurs
- Gérard Marcœur : percussions, batterie, accordéon, piano, pipeau, chœurs
- Jacqueline Thibault : orgue

## Production
- Prise de son et mixage : Laurent Thibault, assisté de Gabriel Lévy
- Remasterisation : Hansjürg Meier
- Crédits visuels : François Bréant